# Wielersport op de Middellandse Zeespelen 2018
Wielersport is een van de sporten die beoefend werden tijdens de Middellandse Zeespelen 2018 in Tarragona, Spanje. Er waren, in tegenstelling tot de voorgaande edities, vier onderdelen: twee bij de mannen en twee bij de vrouwen.

## Uitslagen

### Mannen
| Event   | Goud           | Zilver             | Brons        |
| ------- | -------------- | ------------------ | ------------ |
| Wegrit  | Jalel Duranti  | Filippo Tagliani   | Rafael Silva |
| Tijdrit | Edoardo Affini | Domingos Gonçalves | Izidor Penko |

### Vrouwen
| Event   | Goud           | Zilver          | Brons              |
| ------- | -------------- | --------------- | ------------------ |
| Wegrit  | Elisa Borghini | Ane Santesteban | Erica Magnaldi     |
| Tijdrit | Elena Cecchini | Lisa Morzenti   | Ántri Christofórou |

## Medaillespiegel
| Plaats | Land     | Goud | Zilver | Brons | Totaal |
| 1      | Italië   | 4    | 2      | 1     | 7      |
| 2      | Portugal | 0    | 1      | 1     | 2      |
| 3      | Spanje   | 0    | 1      | 0     | 1      |
| 4      | Slovenië | 0    | 0      | 1     | 1      |
| 4      | Cyprus   | 0    | 0      | 1     | 1      |
| Totaal | Totaal   | 4    | 4      | 4     | 12     |

1955 · 1959 · 1963 · 1967 · 1971 · 1975 · 1979 · 1983 · 1987 · 1991 · 1993 · 1997 · 2001 · 2005 · 2009 · 2013 · 2018 · 2022
Atletiek · Badminton · Basketbal · Bocce · Boksen · Boogschieten · Gewichtheffen · Golf · Gymnastiek · Handbal · Judo · Kanovaren · Karate · Paardensport · Roeien · Schermen · Schietsport · Taekwondo · Tafeltennis · Tennis · Triatlon · Voetbal · Volleybal · Waterpolo · Waterskiën · Wielersport · Worstelen · Zeilen · Zwemmen